# Ochrostigma albibasalis
Ochrostigma albibasalis är en fjärilsart som beskrevs av Chiang. 1935. Ochrostigma albibasalis ingår i släktet Ochrostigma och familjen tandspinnare. Inga underarter finns listade i Catalogue of Life.